# Napomyza neglecta
Napomyza neglecta är en tvåvingeart som beskrevs av Zlobin 1994. Napomyza neglecta ingår i släktet Napomyza och familjen minerarflugor. Inga underarter finns listade i Catalogue of Life.